# Iniistius naevus
Iniistius naevus là một loài cá biển thuộc chi Iniistius trong họ Cá bàng chài. Loài cá này được mô tả lần đầu tiên vào năm 2012.

## Từ nguyên
Trong tiếng Latinh, từ định danh naevus có nghĩa là "vết bớt", ám chỉ các đốm xuất hiện trên cơ thể của loài này.

## Phạm vi phân bố và môi trường sống
I. naevus có phạm vi phân bố ở Ấn Độ Dương. Loài này ban đầu chỉ được tìm thấy tại đảo Nam Sentinel, thuộc quần đảo Andaman, sau đó được quan sát thêm ở Seychelles (năm 2017).
I. naevus sống trên nền đáy cát ở độ sâu khoảng từ 16 đến 25 m.

## Mô tả
Chiều dài cơ thể tối đa được ghi nhận ở I. naevus là 13,2 cm. Trán dốc và cứng chắc là điểm đặc trưng của hầu hết các loài thuộc chi Iniistius. Điều này giúp chúng có thể dễ dàng đào hang dưới cát bằng đầu của mình.
Cá trưởng thành có màu xám xanh lam, vảy có viền màu nâu nhạt, tạo thành hình mắt lưới. Hàng vảy màu xanh lam óng xuất hiện ngay dưới gốc vây lưng và trên gốc vây hậu môn, kéo dài đến gốc vây đuôi. Đốm màu nâu sẫm (gần như đen) nằm trên đường bên, dưới gốc gai vây lưng thứ 7 và 8. Đầu và mang có các vệt sọc mờ màu lam. Các vây trong mờ, hơi ánh màu xanh lam, và có các đốm trắng mờ trên vây lưng, vây hậu môn và vây đuôi. Hai gai vây lưng đầu tiên có màu xanh óng. So với cá đực, cá cái có thêm một mảng đốm màu trắng ở thân trước và thêm một vệt màu vàng ở trước đốm trắng này; vảy xanh lam tập trung ở phía dưới đốm trắng này; cá cái có những chấm nhỏ màu nâu tập trung quanh đường bên.
Số gai ở vây lưng: 9; Số tia vây mềm ở vây lưng: 12; Số gai ở vây hậu môn: 3; Số tia vây mềm ở vây hậu môn: 12; Số tia vây mềm ở vây ngực: 12.

### Trích dẫn
- G. R. Allen; M. V. Erdmann (2012). “Reef Fishes of the East Indies” (PDF). Chú thích journal cần |journal= (trợ giúp)